# Salena
Salena (nep. सालेना) – gaun wikas samiti w zachodniej części Nepalu w strefie Mahakali w dystrykcie Baitadi. Według nepalskiego spisu powszechnego z 2011 roku liczył on 610 gospodarstw domowych i 3562 mieszkańców (1911 kobiet i 1651 mężczyzn).